# Race, politique et économie
Race and Economics est un livre de Thomas Sowell, dans lequel l'auteur analyse la relation entre race et richesse aux États-Unis, plus précisément celle des Noirs. Le livre a été initialement publié par David McKay Company en janvier 1975 .

## Aperçu
Sowell avance trois arguments de base. Dans un premier temps, il examine l'impact économique de l'esclavage, aux États-Unis, aux Antilles et ailleurs. Il distingue l'esclavage rural de l'esclavage urbain, et les circonstances dans lesquelles les Noirs prédominaient à tel point que de nombreuses tâches économiques leur incombaient par nécessité, des circonstances dans lesquelles les Noirs étaient punis pour l'initiative et le développement des compétences.
Ensuite, il compare les compétences économiques, les circonstances et les succès des Noirs américains, des autres Noirs, des Portoricains, des Chicanos, des Juifs, des Irlandais, des Italiens, des Écossais et d'autres groupes ethniques. Il note des bizarreries statistiques; par exemple, les comparaisons du revenu par habitant doivent être vérifiées par rapport à l'âge médian des groupes concernés. L'âge médian des Russes aux États-Unis au moment de la publication du livre (1975) était de 47 ans, des Irlandais de 36 ans, des Noirs de 23 ans, des Portoricains de 18 ans. Le revenu a tendance à être plus élevé dans les tranches d'âge supérieures; et le chômage a tendance à être plus élevé dans les cohortes inférieures. Si l'on fait correspondre une cohorte d'âge à une cohorte d'âge - ceux dans la vingtaine, la trentaine, la quarantaine, etc., les comparaisons sont beaucoup plus justes.
Il soutient également que les comparaisons flagrantes entre les « blancs » et les « noirs » sont trompeuses.
Son troisième argument critique les politiques gouvernementales et économiques passées et ouvre des questions pour l'avenir. Il a des reproches à faire aux libéraux, aux radicaux et aux conservateurs, qui chacun, trouve-t-il, protègent leurs illusions favorites à l'égard des Noirs.
Race, politique et économie a grandement influencé le juge de la Cour suprême des États-Unis Clarence Thomas .